# Yale Summers
Yale Summers (* 26. Juli 1933 in New York City, New York; † 6. Mai 2012 in Beverly Hills, Kalifornien) war ein US-amerikanischer Schauspieler.

## Leben
Summers wurde als einziger Sohn der Eheleute Joseph and Edlie Neuvohner im New Yorker Stadtteil Manhattan geboren. Yale Summers, ein begabter Student, besuchte die Cornell University, wo er 1955 mit einem Honours Degree im Fach Betriebswirtschaftslehre (Business) abschloss. Er diente als Lieutenant in der US Army.
Der Filmproduzent Norman Lear entdeckte Summers am Swimmingpool des Sands-Hotels in Las Vegas, als Summers dort mit seinen Eltern Urlaub machte. Sein Debüt als Schauspieler gab er als Spieler in dem Kriminalfilm Mad Dog Call (1961). Als Schauspieler war Summers hauptsächlich für das US-amerikanische Fernsehen tätig. Gelegentlich wirkte er in Kinofilmen mit. Im Fernsehen hatte er mehrere durchgehende Serienrollen in US-amerikanischen Fernsehserien.
1964/1965 war er als Dr. Bob Ayres in der US-Seifenoper General Hospital zu sehen. Seine wohl bekannteste Rolle hatte er 1966–1968 in der US-Fernsehserie Daktari. Dort spielte er, an der Seite von Marshall Thompson, die Rolle des Zoologen Jack Dane. Von 1972 bis 1974 übernahm er die Rolle des Sohnes Rodney Harrington in der Fernsehserie Peyton Place. Er war nach Ryan O’Neal der zweite Darsteller dieser Serienrolle.    
Summers spielte seit den 1960er Jahren bis Ende der 1970er Jahre Episodenrollen und Gastrollen in zahlreichen US-amerikanischen Fernsehserien, unter anderem in Heute Abend Dick Powell (1962), Cheyenne (1962), Die Unbestechlichen (1963), The Donna Reed Show (1963), Mein Onkel vom Mars (1964), The Outer Limits (1964), 12 O’Clock High (1964), Meine drei Söhne (1965–1972), Notruf California (1976), Fantasy Island (1978) und Quincy (1979). 
Die Filmdatenbank IMDb führt als einen letzten Auftritt eine Nebenrolle in dem Filmdrama $pent (2000).
Lange Jahre war er in verschiedenen Funktionen in der Screen Actors Guild (SAG) tätig. Seit 1961 SAG-Mitglied, war er mehr als 27 Jahre Mitglied des National Board of Directors der SAG und mehr als 24 Jahre Mitglied des National Executive Committee; bei der SAG war er auch als Schatzmeister (Treasurer) tätig. Er war Gründungsmitglied des SAG Awards Committee und in dieser Funktion von 1995 bis 2009 für Verleihung und Präsentation der Screen Actors Guild Awards verantwortlich. Für sein Engagement bei der SAG erhielt er 2008 den Ralph Morgan Award der Screen Actors Guild. Er war außerdem seit 1963 Mitglied der American Federation of Television and Radio Artists (AFTRA). Bei der AFTRA war er 24 Jahre Mitglied  des National Board of Directors.
Summers war mit der Schauspielerin Suzanne Ried verheiratet. Aus der Ehe gingen zwei Kinder hervor, ein Sohn und eine Tochter. Yale Summers starb im Alter von 78 Jahren in Beverly Hills an den Folgen einer Lungenerkrankung.

## Filmografie (Auswahl)
- 1961: Mad Dog Call
- 1962: Heute Abend Dick Powell (The Dick Powell Show) (Fernsehserie, 1 Episode)
- 1962: Cheyenne (Fernsehserie, 1 Episode)
- 1963: Die Unbestechlichen (The Untouchables) (Fernsehserie, 1 Episode)
- 1963: The Donna Reed Show (Fernsehserie, 2 Episoden)
- 1964: Mein Onkel vom Mars (My Favorite Martian) (Fernsehserie, 1 Episode)
- 1964: The Outer Limits  (Fernsehserie, 1 Episode)
- 1964: 12 O’Clock High (Fernsehserie, 1 Episode)
- 1964–1965: General Hospital (Fernsehserie)
- 1965–1972: Meine drei Söhne (My Three Sons) (Fernsehserie, 4 Episoden)
- 1966–1968: Daktari (Fernsehserie)
- 1971: The Smith Family (Fernsehserie, 1 Episode)
- 1971: McMillan & Wife (Fernsehserie, 1 Episode)
- 1972–1974: Peyton Place (Fernsehserie)
- 1976: Notruf California (Emergency!) (Fernsehserie, 1 Episode)
- 1978: Abenteuer in Atlantis (The Return of Captain Nemo, auch The Amazing Captain Nemo) (Fernsehfilm)
- 1978: Fantasy Island (Fernsehserie, 1 Episode)
- 1979: Quincy (Fernsehserie, 1 Episode)
- 2000: $pent